# Rossi (Adelsgeschlecht)

Familienwappen

Die Familie Rossi, die sich in Parma entwickelte, ist unter diesem Namen seit dem 12. Jahrhundert, seit Orlando, genannt „del Rosso“, bekannt. Daher lautet der Nachname der meisten Familienmitglieder „De’ Rossi“.

## Geschichte

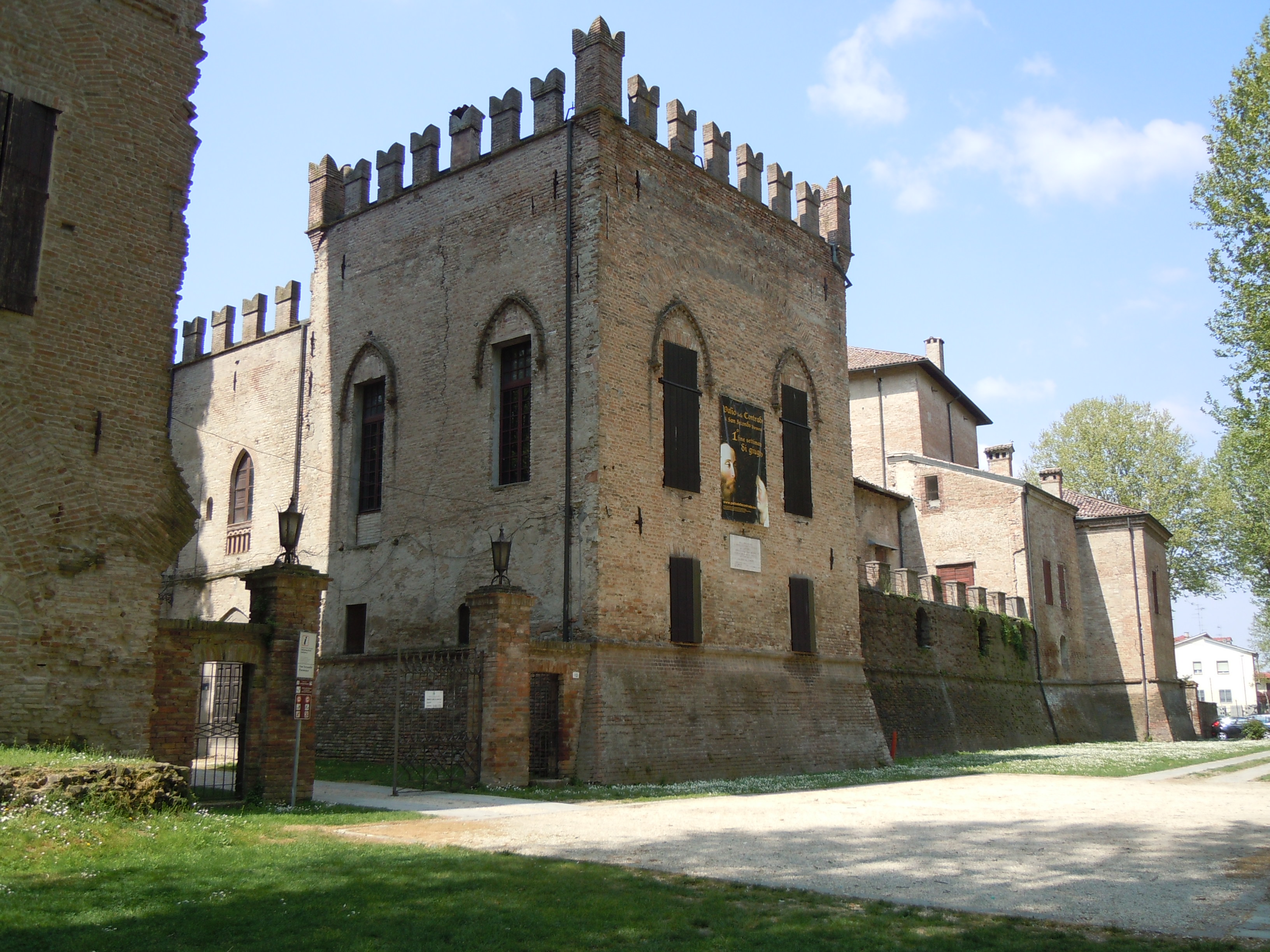
San Secondo Parmense, Rocca dei Rossi, Hauptfamilienresidenz im 15. Jahrhundert

Der Geschichtswissenschaftler Angeli identifizierte den Vater von Orlando als Sigifredo, Sohn von Bernardo, womit er einen Stammbaum rekonstruiert, der bis zu einem Guido zurückgeht, der, wie Angeli bekräftigt, unter Kaiser Otto I. diente.
Diese Ursprünge aber spiegeln sich weder bei Litta wider, der als Familienoberhaupt Orlando Rossi identifiziert, noch in den Schriften von Federico Rossi, dem Sohn von Pier Maria III. de’ Rossi, der in seiner „Elogia“ Orlando als „certissimus prolis caput“ (dt.: sicheres Haupt der Familie) definiert.

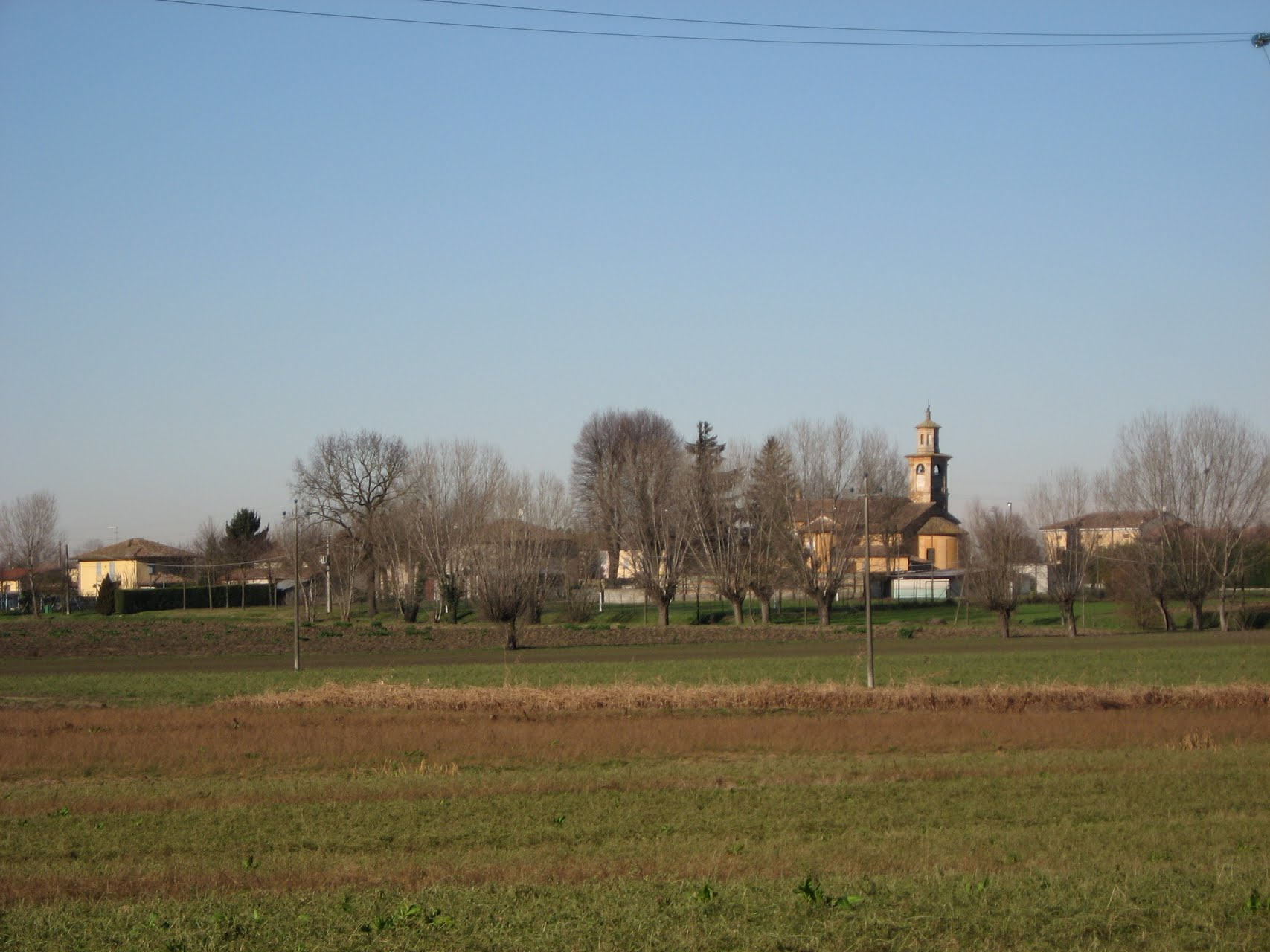
Castell’Aicardi, ein Ortsteil von San Secondo, im Vordergrund der Taro morto, an dessen Ufern ein mittelalterliches Castrum stand (Dort sind 1146 die ersten Besitzungen der Rossis bezeugt.)

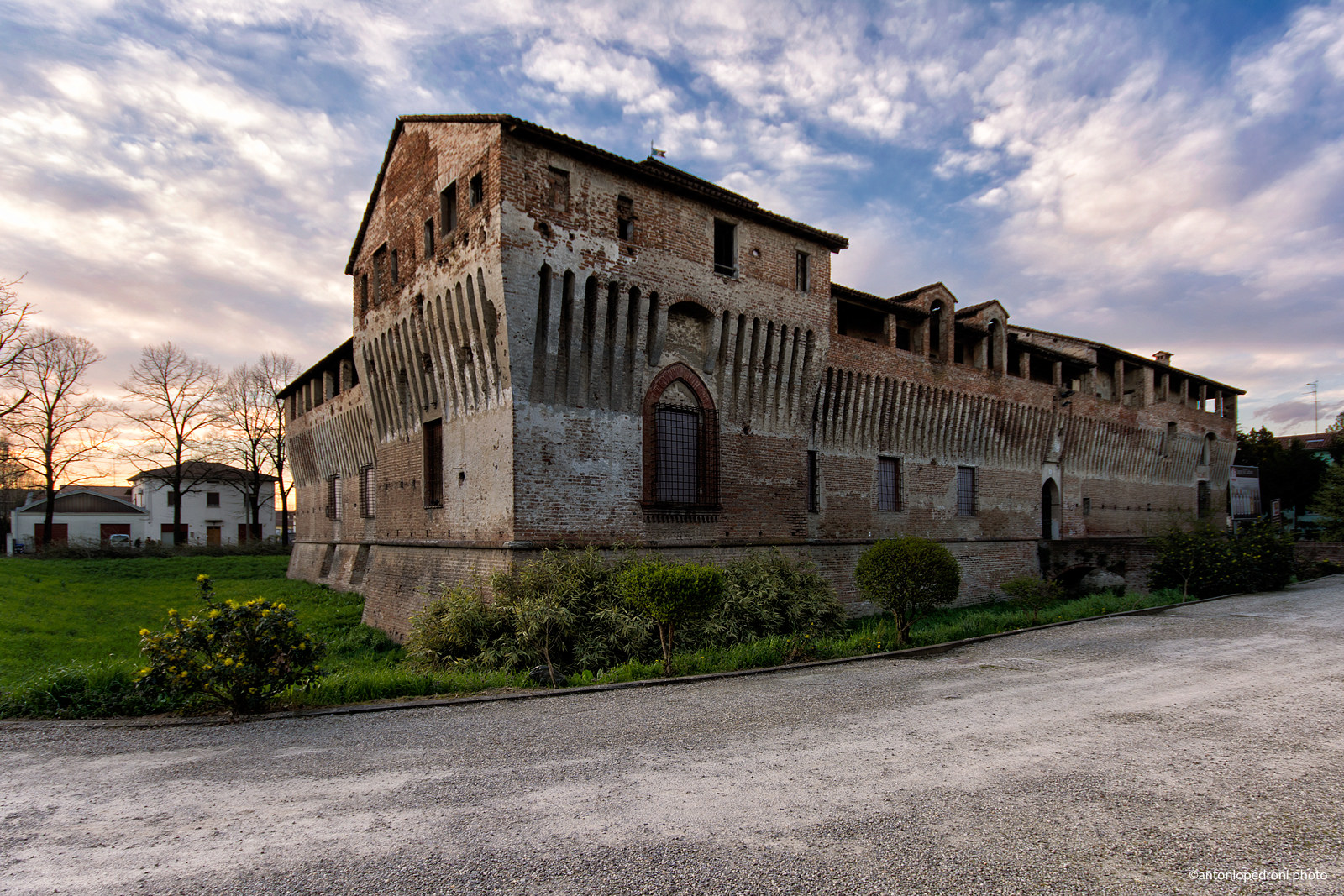
Roccabianca: Rocca dei Rossi

Sicher ist, dass die Rossis seit ihren Anfängen zahlreiche, verstreute Besitztümer in der Umgebung von Parma besaßen. Die Enkel von Orlando Rossi, Bernardo und Sigifredo, sollten 1164 als Wiedergutmachung die Signoria über den vierten Teil von San Secondo, das bereits in ihrem Besitz war, weil sie einen Prozess gegen die Kanoniker des Domkapitels von Parma gewonnen hatten, die es illegal in Besitz genommen hatten, obwohl ihnen nur die verbleibenden drei Viertel gehörten.
Die Nachkommen behielten den Besitz, tatsächlich verlehnten Orlando und Ugo Rossi Land in San Secondo. 1230 hatte Bernardo von Rolando Rossi, der Schwager von Papst Innozenz IV., dort Grundeigentum. 1315 hatten die Rossis bereits eine Burg in San Secondo (heute San Secondo Parmense), aber eine andere als die heutige Rocca dei Rossi und in Segalara.
Marsilio, Rolando und Pietro Rossi hatten zwischen 1322 und 1336 die Signoria in verschiedenen Funktionen und zu verschiedenen Zeiten über Parma, Reggio nell’Emilia, Cremona, Modena, Lucca, Pontremoli inne. Pier Maria I. de’ Rossi hatte die Signoria über Parma zusammen mit Ottobuono de’ Terzi inne (1404–1405), hatte darüber hinaus die Bestätigung seiner Signoria über Pontremoli im Jahre 1413.
1365 begünstigte Ugolino de’ Rossi, der Bischof von Parma, den Verkauf des Landes in San Secondo, das dem Domkapitel von Parma gehörte, an seine Neffen Bertrando und Giacomo de’ Rossi. Letzterer wurde der erste Graf von San Secondo und Stammvater der Dynastie der Rossis von San Secondo, das eines der Zentren des Stato Rossiano wurde.
Zuerst waren sie zu Grafen von San Secondo ernannt worden und dann, nach dem Verlust ihrer Lehen nach dem Krieg der Rossis, gelangten sie erneut in den Besitz von San Secondo und wurden Anfang des 16. Jahrhunderts von König Ludwig XII. von Frankreich zu Markgrafen ernannt, beginnend mit Troilo I. de’ Rossi. Die Familie erlitt 1634 die Konfiszierung ihrer Güter durch die Farneses. Scipione I. de’ Rossi gelang es 1654 mit großen finanziellen Belastungen, wieder in den Besitz der Lehen zu gelangen. Seine Schulden waren wo groß, dass er 1666 alle seine Burgen im Apennin an die herzogliche Liegenschaftsverwaltung in Parma abgeben musste. Den Rossis blieb dann nur noch ihr Lehen in San Secondo in der Provinz Parma, während alle ihre Güter nun in der Lombardei lagen, einschließlich des Palazzo di Farfengo.

## Familienzweige
- Rossis in Parma;
- Rossis in San Secondo (Hauptlinie von Giovanni de’ Rossi und später) – 1825 mit dem Tod Guidos erloschen[7];
- Rossis in Perugia, die mit Stefano Rossi, dem Sohn von Ugolino de’ Rossi begann – existiert heute noch (Quinto Rossi, geb. 1958)
- Rossis in Neapel (Nachkommen von Giulio Cesare de’ Rossi) – erloschen 1779[7];
- Rossis in Ravenna (Nachkommen von Bertrando de’ Rossi, dem jüngeren Sohn von Giacomo de’ Rossi) – erloschen 1797[7];
- Rossis in Mantua, mit Ferrante de’ Rossi, der Polissena Gonzaga, die Tochter von Carlo Gonzaga aus Bozzolo heiratete – erloschen 1679[7];
- Rossis in Corniglio, Herren von Beduzzo, mit Filippo Maria de’ Rossi, dem Sohn von Guido – erloschen 1647[7].
- Rossi Tabili, Grafen von Ierola, existiert heute noch (Marco Tabili Graf von Ierola, geb. 1989)[8]

### Dynastische Linie der kommunalen Epoche

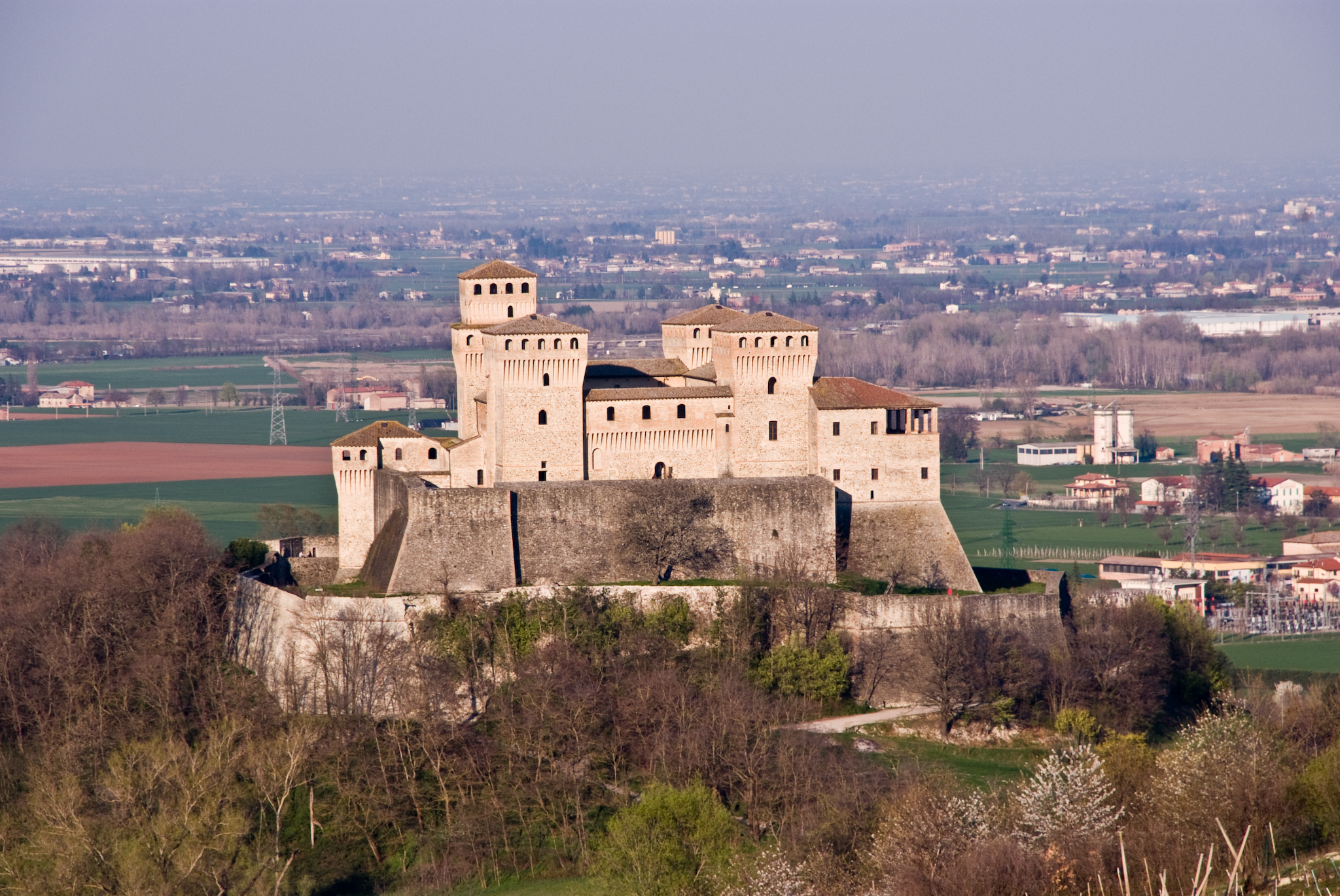
Castello di Torrechiara, erbaut im Auftrag von Pier Maria II. de’ Rossi

- Orlando del Rosso (Ende des 11. Jahrhunderts – nach 1167)[7];
- Orlando Rossi (12. Jahrhundert)[7];
- Bernardo Rossi (12. Jahrhundert), kaufte 1164 ein Viertel des Hofes von San Secondo.[7];
- Orlando de’ Rossi (vor 1170-nach 1212), Podestà von Parma, Modena und Cremona[7];
- Bernardo de’ Rossi (Ende des 12. Jahrhunderts – 1248), Podestà von Modena, Siena, Reggio nell’Emilia und Asti, heiratete Maddalena Fieschi, die Schwester von Papst Innozenz IV.[7];
- Giacomo de’ Rossi (vor 1240 – nach 1297), Podestà verschiedener Städte, darunter Pistoia, Mailand, Florenz, Perugia und Orvieto[7];
- Ugolino de’ Rossi (ca. 1255–nach 1307), Podestà verschiedener Städte, die dynastische Hauptlinie starb mit dem Enkel Ugolino aus, dessen Töchter die Urenkel von Gugliemo Rossi (Bruder von Ugolino) heirateten.
- Guglielmo de’ Rossi (1252–1340), Podestà verschiedener Städte, darunter Mailand und Lucca[7];
- Rolando de’ Rossi (1287–1345)[7].
- Bertrando de’ Rossi Senior (?–1345)

### Grafen von San Secondo und Berceto
- Giacomo de’ Rossi, (Anfang des 14. Jahrhunderts – 1370)[9][10](Die dynastische Linie folgt nicht dem Sohn Rolando, der 1389 ohne Nachkommen starb, sondern dem Enkel Bertrando);
- Bertrando de’ Rossi Junior (1336–1396),[10] Enkel von Rolando und Sohn von Bertrando de’ Rossi Senior, dem Bruder von Giacomo, der 1356 in Ravenna starb[6];
- Pier Maria I. de’ Rossi („Il Magnifico)“ (1374–1438)[11];
- Pier Maria II. de’ Rossi „Vater des Vaterlandes“ (1413–1482)[7]; im Testament von 1464, geändert 1480, teilte er den Stato Rossiano zwischen seinen Söhnen Guido und Bertrando auf.
- Guido de’ Rossi (ca. 1440–1490),[3] nur Graf von San Secondo, Verteidiger der Herrschaften nach dem Tod seines Vaters während des Krieges der Rossis, verlor die Territorien 1483;
- Bertrando de’ Rossi (1429–1502), nur Graf von Berceto und der Burgen im Apennin laut dem Testament von Pier Maria II. de’ Rossi.
- Giovanni de’ Rossi „Il Diseredato“ (1431–1502), Oberhaupt der Rossis von San Secondo, der dynastischen Hauptlinie.[7]

### Markgrafen von San Secondo
- Troilo I. de’ Rossi (1462–1521)[7]; erbte von seinem Onkel Bertrando, der ohne Nachkommen starb, die Burgen im Apennin.
- Pier Maria III. de’ Rossi (1504–1547)[7];
- Troilo II. de’ Rossi, 1525–1591[7];
- Giambattista, genannt Troilo III. Rossi (1574–1593)[7];
- Federico I. de’ Rossi, 1580–1632[7]

- Troilo IV. de’ Rossi (1601–1635)[7];

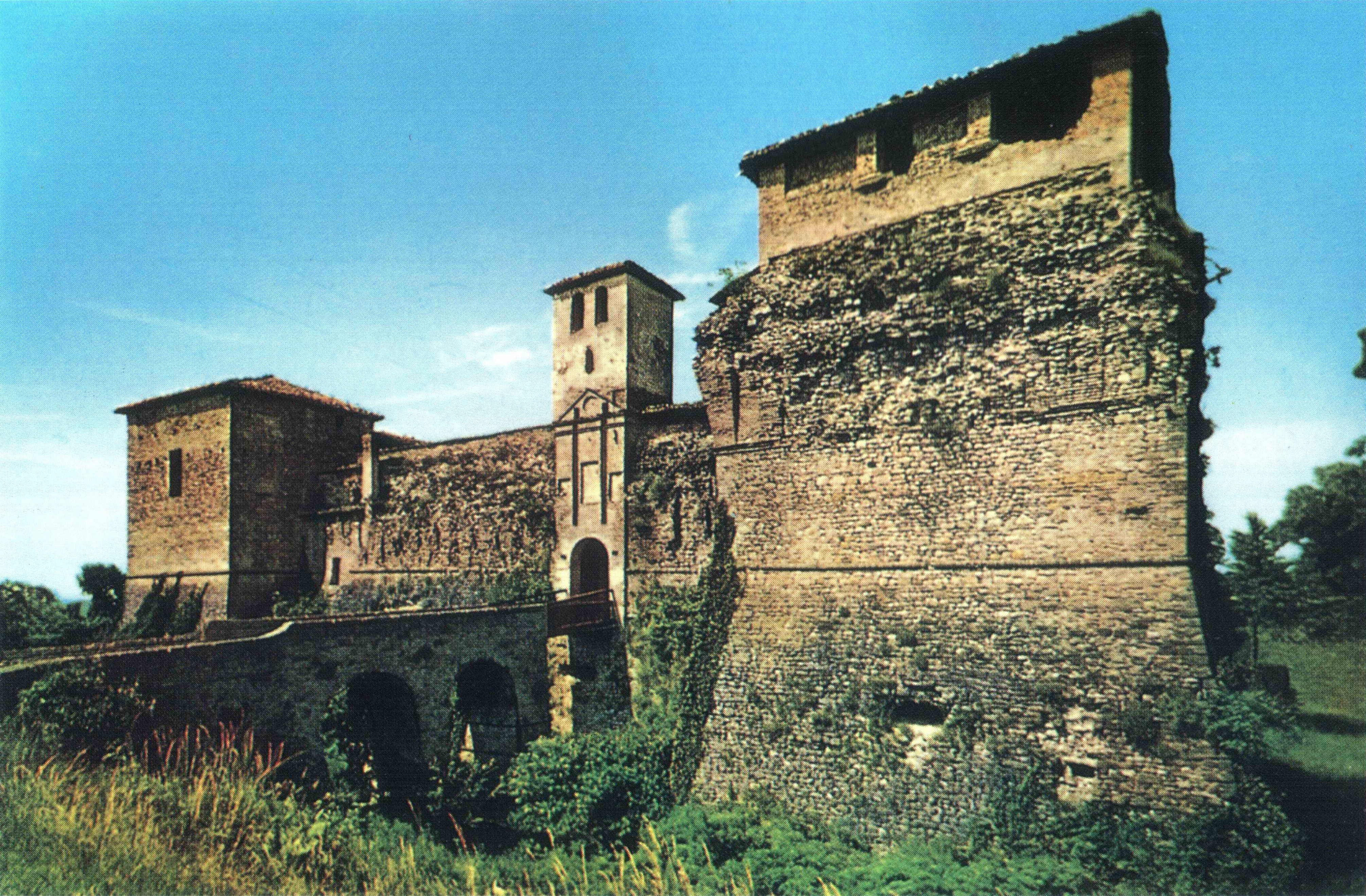
Castello di Felino: eine der Hauptresidenzen der Rossis bis 1483

- Pier Maria IV. de’ Rossi (1620–1653)[7];
- Scipione I. de’ Rossi (1628–1715)[7];
- Federico II. de’ Rossi (1660–1754)[7];
- Pier Maria V. de’ Rossi (1689–1754)[7];
- Scipione II. de’ Rossi (1715–1802)[7] (starb ohne Erben, die Markgrafschaft fiel an seinen Cousin Giovan Girolamo);
- Giovan Girolamo de’ Rossi (1735–1817), Sohn von Troilo (Bruder von Pier Maria V.) und Onkel von Scipione II.[7];
- Guido Rossi (1740–1825), Bruder und Erbe von Giovan Girolamo, Kammerherr der Herzogin Marie-Louise; starb ohne Nachkommen, womit die Familie erlosch.[6]

## Weitere bekannte Familienmitglieder
- Ugolino de’ Rossi (1300–1377), Bischof;
- Marsilio de’ Rossi (1287–1337), Condottiere;
- Pietro de’ Rossi (1303–1337), Condottiere;
- Giacomo de’ Rossi (1363–1418), Bischof;
- Bernardo Rossi (1432–1468), Bischof;
- Bernardo de’ Rossi (1468–1527), Bischof;
- Filippo Maria de’ Rossi (1465–1529), Condottiere;
- Giovan Girolamo de’ Rossi (1505–1564), Bischof;
- Angela de’ Rossi (1506–1573), Gattin zunächst von Vitello, später von Alessandro Vitelli;
- Giulio Cesare de’ Rossi (1519–1554), Familienoberhaupt der Rossis in Caiazzo;
- Sigismondo de’ Rossi (1524–1580), Condottiere;
- Ippolito de’ Rossi (1531–1591), Kardinal;
- Ferrante de’ Rossi (1545–1618), Condottiere;
- Orlando Carlo de’ Rossi (16. Jahrhundert), Militär und Gouverneur des Monferrato;
- Ippolito de’ Rossi (1691–1776), Bischof von Camerino.

## Wappen
Blasonierung: Blau mit silbernem Löwen.
Im Wappenbuch ist der Name „Rossi“ auch als Name von Adelsfamilien in Venedig, in Turin und Alessandria, in der Toskana und in Catania verzeichnet.